# Carlos Lavado
Carlos Alberto Lavado Jones, conegut com a Carlos Lavado   (Caracas, 25 de maig de 1956), fou un pilot de motociclisme veneçolà que va guanyar dos campionats del món de 250cc (1983 i 1986). Juntament amb Johnny Cecotto, és un dels dos únics veneçolans a haver guanyat mai el campionat del món de motociclisme.
Lavado va debutar en competició internacional al Gran Premi de Veneçuela de 1978, on acabà segon a la classe de 250cc. La temporada següent va guanyar la cursa de 350cc al mateix Gran Premi. El 1980 va començar a competir de forma continuada al campionat del món de motociclisme. Va guanyar el títol de 250cc el 1983 i va repetir la fita el 1986, ambdues vegades amb una Yamaha TZ 250. Al Dutch TT de 1983, Lavado i Iván Palazzese van acabar en primer i segon lloc, cosa que va representar la primera vegada que dos veneçolans aconseguien els dos primers llocs en un Gran Premi del mundial.
Al llarg de quinze temporades al mundial (1978–1992), Lavado va participar en 137 curses, 125 d'elles a la classe de 250cc. Va obtenir 36 podis i 17 victòries a la classe de 250cc i 6 podis i 2 victòries a la de 350cc. Un cop retirat de la competició, va continuar participant en els Grans Premis com a assessor dels pilots veneçolans Robertino Pietri i Gabriel Ramos.

## Resultats al Mundial de motociclisme
Barem de puntuació de 1969 a 1987:
| Posició | 1  | 2  | 3  | 4 | 5 | 6 | 7 | 8 | 9 | 10 |
| Punts   | 15 | 12 | 10 | 8 | 6 | 5 | 4 | 3 | 2 | 1  |

Barem de puntuació de 1988 a 1991:
| Posició | 1  | 2  | 3  | 4  | 5  | 6  | 7 | 8 | 9 | 10 | 11 | 12 | 13 | 14 | 15 |
| Punts   | 20 | 17 | 15 | 13 | 11 | 10 | 9 | 8 | 7 | 6  | 5  | 4  | 3  | 2  | 1  |

Barem de puntuació de 1992:
| Posició | 1  | 2  | 3  | 4  | 5 | 6 | 7 | 8 | 9 | 10 |
| Punts   | 20 | 15 | 12 | 10 | 8 | 6 | 4 | 3 | 2 | 1  |

(Ids. Grans Premis | Llegenda) (Curses en negreta indiquen pole; curses en  itàlica indiquen volta ràpida)
| Any  | Categoria | Equip   | 1       | 2       | 3       | 4       | 5       | 6       | 7       | 8       | 9       | 10      | 11     | 12     | 13      | 14    | 15    | Punts | Posició | Victòries |
| ---- | --------- | ------- | ------- | ------- | ------- | ------- | ------- | ------- | ------- | ------- | ------- | ------- | ------ | ------ | ------- | ----- | ----- | ----- | ------- | --------- |
| 1978 | 250cc     | Yamaha  | VEN 2   | ESP -   | FRA -   | NAT -   | NED -   | BEL -   | SWE -   | FIN -   | GBR -   | GER -   | CZE -  | YUG -  |         |       |       | 12    | 17è     | 0         |
| 1979 | 350cc     | Yamaha  | VEN 1   | AUT -   | GER -   | NAT -   | ESP -   | YUG -   | NED -   | FIN -   | GBR -   | CZE -   | FRA -  |        |         |       |       | 15    | 14è     | 1         |
| 1980 | 250cc     | Yamaha  | NAT -   | ESP 9   | FRA 7   | YUG 4   | NED 1   | BEL -   | FIN -   | GBR -   | CZE -   | GER -   |        |        |         |       |       | 29    | 6è      | 1         |
| 1980 | 350cc     | Yamaha  | NAT -   |         | FRA -   |         | NED 5   |         |         | GBR -   | CZE 9   | GER -   |        |        |         |       |       | 8     | 13è     | 0         |
| 1981 | 250cc     | Yamaha  | ARG -   |         | GER 2   | NAT -   | FRA 3   | ESP 3   |         | NED 2   | BEL 2   | SM -    | GBR -  | FIN -  | SWE -   | CZE - |       | 56    | 4t      | 0         |
| 1981 | 350cc     | Yamaha  | ARG 3   | AUT 5   | GER -   | NAT 8   |         |         | YUG 3   | NED 2   |         |         | GBR -  |        |         | CZE - |       | 41    | 5è      | 0         |
| 1982 | 250cc     | Yamaha  |         |         | FRA -   | ESP 1   | NAT -   | NED -   | BEL -   | YUG -   | GBR 8   | SWE -   | FIN 5  | CZE 1  | SM -    | GER - |       | 39    | 5è      | 2         |
| 1982 | 350cc     | Yamaha  | ARG 1   | AUT -   | FRA -   |         | NAT 2   | NED -   |         |         | GBR 4   |         | FIN -  | CZE 10 |         | GER - |       | 36    | 5è      | 1         |
| 1983 | 250cc     | Yamaha  | RSA 7   | FRA Ret | NAT 1   | GER 1   | ESP 7   | AUT 7   | YUG 1   | NED 1   | BEL 3   | GBR 4   | SWE 3  |        |         |       |       | 100   | 1r      | 4         |
| 1984 | 250cc     | Yamaha  | RSA 9   | NAT 15  | ESP 3   | AUT 5   | GER 5   | FRA 2   | YUG Ret | NED 1   | BEL Ret | GBR 3   | SWE 7  | SM 2   |         |       |       | 77    | 3r      | 1         |
| 1985 | 250cc     | Yamaha  | RSA 4   | ESP 1   | GER Ret | NAT 2   | AUT 9   | YUG 2   | NED Ret | BEL 2   | FRA 5   | GBR Ret | SWE 2  | SM 1   |         |       |       | 94    | 3r      | 2         |
| 1986 | 250cc     | Yamaha  | ESP 1   | NAT 2   | GER 1   | AUT 1   | YUG Ret | NED 1   | BEL Ret | FRA 1   | GBR 2   | SWE 1   | SM Ret |        |         |       |       | 114   | 1r      | 6         |
| 1987 | 250cc     | Yamaha  | JPN -   | ESP 10  | GER 6   | NAT 6   | AUT 8   | YUG 1   | NED 10  | FRA Ret | GBR Ret | SWE 4   | CZE -  | SM -   | POR Ret | BRA 5 | ARG 9 | 46    | 10è     | 1         |
| 1988 | 250cc     | Yamaha  | JPN 13  | USA Ret | ESP Ret | EXP Ret | NAT 7   | GER Ret | AUT Ret | NED Ret | BEL 5   | YUG -   | FRA -  | GBR 8  | SWE Ret | CZE 9 | BRA 2 | 55    | 11è     | 0         |
| 1989 | 250cc     | Aprilia | JPN -   | AUS -   | USA -   | ESP -   | NAT -   | GER -   | AUT -   | YUG -   | NED 10  | BEL 15  | FRA 18 | GBR 8  | SWE Ret | CZE 9 | BRA 7 | 31    | 17è     | 0         |
| 1990 | 250cc     | Aprilia | JPN Ret | USA 15  | ESP Ret | NAT 11  | GER 12  | AUT Ret | YUG 9   | NED 9   | BEL 4   | FRA Ret | GBR -  | SWE -  | CZE -   | HUN - | AUS - | 37    | 15è     | 0         |
| 1991 | 250cc     | Yamaha  | JPN 25  | AUS 10  | USA 12  | ESP 11  | ITA 14  | GER 15  | AUT DNS | EUR     | NED 9   | FRA 16  | GBR 17 | SM 7   | CZE DNQ | VDM   | MAL   | 34    | 14è     | 0         |
| 1992 | 250cc     | Gilera  | JPN Ret | AUS 14  | MAL Ret | ESP Ret | ITA 12  | EUR Ret | GER 13  | NED 9   | HUN 9   | FRA 20  | GBR 13 | BRA 14 | RSA 15  |       |       | 29    | 19è     | 0         |